# La lunga vita di Marianna Ucrìa
La lunga vita di Marianna Ucrìa è un romanzo storico di Dacia Maraini pubblicato nel 1990; nello stesso anno, l'opera vinse il Premio Campiello.
La storia è ispirata alla vita dell'antenata (per parte della madre) dell'autrice, la principessa Marianna Alliata Valguarnera (1730-1794), andata sposa - per volere paterno - allo zio Pietro Valguarnera, fratello minore del padre Francesco Saverio, al fine di non disperdere il patrimonio familiare in assenza di eredi maschi diretti.
Il libro ha avuto traduzioni in molte lingue europee ed asiatiche.

## Trama
Protagonista è Marianna, la figlia sordomuta di una grande famiglia palermitana della prima metà del Settecento. Marianna comunica per mezzo di bigliettini con il mondo ed in parte è guidata dagli altri sensi, che ha sviluppato notevolmente; fra lei e il padre, il duca Signoretto Ucrìa di Fontanasalsa, sembra esserci una tenera complicità, mentre con la madre il rapporto è improntato a una reciproca diffidenza.
All'età di sette anni, la bambina è portata dal padre ad assistere all'esecuzione di un condannato a morte, nella speranza che una forte emozione possa guarirla dalla menomazione che sarebbe stata causata da un forte spavento (altrove la madre aveva scritto a Marianna che la figlia era nata sordomuta), il che non dà alcun risultato. I cinque fratelli le vivono accanto senza troppa confidenza: Signoretto, il più grande, freddo e formale, vuole somigliare al padre, di cui imita i modi e dal quale dovrà ereditare tutte le proprietà; dell'atteggiamento di Agata che è già promessa sposa, e della meno bella Fiammetta che è destinata al convento, nulla si dice; Carlo e Geraldo, tanto simili da sembrare gemelli, entreranno uno in convento, l'altro nell'esercito e il primo è il più garbato dei fratelli verso Marianna.
A tredici anni Marianna, che tenta invano di opporsi, viene sposata allo zio, Pietro Ucrìa di Campo Spagnolo, fratello della madre. Dopo quattro anni di matrimonio, ha già tre figlie (Felice, Giuseppa e Manina), ma il marito aspetta con trepidazione quel figlio maschio che, quando finalmente arriverà, ai diciannove anni della sposa, sarà chiamato Mariano. Marianna si ritira per sua volontà nella villa di Bagheria, da cui non esce quasi mai, passando giornate intere a leggere e a scrivere, nonostante il marito preferisca Palermo e non ami i segni di desiderio di libertà che la moglie-nipote fa emergere; in particolare egli guarda male la passione di lei per la lettura, considerato che i libri diffondono le nuove correnti filosofiche fra cui l'Illuminismo e le teorie di David Hume che intaccano la concezione della superiorità dei nobili e della ragione, che deve dominare ad ogni costo le passioni ed i desideri. Muore la madre e, poco dopo, anche il padre, le cui disposizioni testamentarie suscitano un forte sdegno nei figli maschi perché la maggior parte dei beni viene destinata alle figlie. I fratelli nel frattempo hanno seguito le volontà dei genitori e pure non mostrano molta confidenza: Agata sposata e madre di numerosi figli fino allo sfinimento, indifferente ai tradimenti del marito Diego, Fiammetta monaca ma forse con una dedizione inaspettata, Signoretto aspirante alla carica di senatore, Carlo che in convento si dedica alla traduzione della letteratura, Geraldo che, ora ufficiale, muore in un alterco per strada.
Marianna trascorre le sue giornate in compagnia dei libri, ma non è felice essendo comunque moglie di un uomo che ella non ama davvero. Dopo aver sorpreso la serva Fila in intimità con il giovane Saro, che si rivela il fratellino di lei, nuove inquietudini turbano la sua apparente tranquillità: lo stesso ragazzo inizia con lei un gioco di seduzione cui si sente attratta, divertita e impaurita. Intanto Giuseppa ottiene di sposare un ragazzo che ama, ma dal quale è delusa perché ella ama leggere e il marito odia le nuove idee filosofiche quanto il duca Pietro; Felice è mandata dal padre in convento in cui fa la suora con un comportamento non irreprensibile, amando lussi e pettegolezzi; Manina è data in moglie a 12 anni e come la zia Agata trascorre la vita in casa sottomessa al marito. Muore anche il marito Pietro e la donna, durante una passeggiata per la campagna, soccorre Saro che finge una caduta da cavallo per poter ricevere un suo bacio. Successivamente, Marianna si ammala di pleurite e, durante la convalescenza, comincia a interrogarsi sull'inerzia della propria vita che l'ha portata a negarsi a un vero amore. Decide di ammogliare Saro per sentirlo distante, e durante un colloquio con il fratello Carlo, cui chiede di trovare una moglie da dare a Saro, lo interroga sull'origine del proprio mutismo. La reticenza di Carlo le fa affiorare il ricordo di quando, a sei anni, lo zio Pietro l'aveva violentata, e dallo shock era derivata la perdita di udito e parola: per mettere a tacere la cosa (che certamente il padre sapeva, per le donne della famiglia non è chiaro quanto sapessero del fattaccio) la famiglia aveva aspettato il momento buono di combinare un matrimonio riparatore proprio fra la bambina e lo zio orco, che avrebbe anche portato una ricca contraddote ai genitori di Marianna.
Dal matrimonio di Saro con la moglie Peppinedda nasce un figlio, ma Fila, in un impeto di gelosia, cerca di uccidere Peppinedda mentre dorme con Saro e il bambino. Durante l'aggressione Saro viene gravemente ferito e il bambino muore schiacciato dai genitori che cercavano di reagire. Peppinedda lascia la casa e Fila è portata in Vicaria, a Palermo, per essere giustiziata, ma Marianna intercede per lei presso il pretore della città, Don Giacomo Camalèo, per cui la cameriera verrà rinchiusa in manicomio per un certo tempo. Assistendo Saro, che sta lentamente guarendo dalle ferite, fa l'amore con lui e, per la prima volta, si abbandona a un rapporto dolce e coinvolgente. Tuttavia, al ritorno della moglie di Saro, ormai anche lei guarita, Marianna decide di troncare la relazione. Parte per Napoli, recando con sé Fila che è riuscita a fare uscire dal manicomio.
I familiari cominciano a rimproverarle i presunti "scandali" che la vedono coinvolta: per esempio, quello di vedersi spesso con Camalèo, uomo ricco e influente ma, per loro, di dubbia reputazione in quanto un tempo in relazioni con i francesi (la famiglia di Marianna invece è filo-spagnola), che peraltro le fa la corte anche se Marianna lo considera solo un amico. Le rimproverano inoltre di avere smesso il lutto soltanto un anno dopo la morte del marito e, soprattutto, di circondarsi di persone non del suo ceto, Fila e Saro. Frattanto il rapporto di Giuseppa con il marito peggiora e la ragazza lo tradisce con Olivo il figlio di Signoretto, Saro e Mariano fanno una vita da signori, Felice si atteggia a monaca più devota interessandosi alla medicina e riscuotendo successo, Manina continua a fare la moglie. Nel viaggio verso Napoli, il brigantino su cui le due donne sono imbarcate fa naufragio. Da Napoli esse si dirigeranno a Roma. Fila, infine, grazie anche alla dote procuratale da Marianna, sposa il padrone di una locanda e insieme alla duchessa rimane ancora a Roma.

## Opere derivate
Per il teatro, Dacia Maraini ha redatto una versione (dal titolo La lunga vita di Marianna Ucria), presentata, con la regia di Lamberto Puggelli, al Teatro Stabile di Catania, al Politeama Rossetti di Trieste e in altre città.
Nel 1997 dal romanzo è stato tratto il film Marianna Ucrìa, regia di Roberto Faenza, con Emmanuelle Laborit, Bernard Giraudeau, Laura Morante, Philippe Noiret; musiche di Ennio Morricone e Franco Piersanti.

## Edizioni
In lingua italiana
- La lunga vita di Marianna Ucrìa, Collana La Scala italiani, Milano, Rizzoli, 1990.
- La lunga vita di Marianna Ucrìa, Rizzoli, 2002.
- La lunga vita di Marianna Ucrìa, Prefazione di Isabella Bossi Fedrigotti, Collana I Grandi Romanzi Italiani, Milano, RCS Quotidiani, 2003.

In altre lingue
- (NO)  Dacia Maraini, Marianna Ucrìas lange liv, tradotto dall'italiano da Tommy Watz, H. Aschehoug & Co., Oslo 1993
- (JA)  Dacia Maraini, Shichīria no gaka, traduzione di Noriko Mochizuki, Shōbunsha, Tokyo 1993
- (EN)  Dacia Maraini, The silent duchess, translated from the italian by Dick Kitto & Elspeth Spottiswood, Flamingo, London 1993
- (ES)  Dacia Maraini, La larga vida de Marianna Ucria, Traducción de Attilio Pentimalli Melacrino, Seix Barral, Barcelona 1995
- (FR) Dacia Maraini, La vie silencieuse de Marianna Ucrìa, Pocket, Paris 1996
- (DE)  Dacia Maraini, Die stumme Herzogin, aus dem italienischen von Sabina Kienlechner, Mohndruck graphische Betriebe Gmbh, Gutetersloh 19
- (RO)  Dacia Maraini, Lunga viata a Mariannei Ucrìa, traducere, postfata, note si repere bibliografice de Gabriela Lungu, Univers, Bucuresti 2000
- (SQ)  Daçia Maraini, Jeta e gjatë e Mariana Ukrias, ; e përktheu nga origjinali Violanda Canko, Elena Gjika, Tiranë 2002
- (FR)  Dacia Maraini, La vie silencieuse de Marianna Ucria, traduit de l'italien par Donatella Saulnier, R. Laffont, Paris 2006
- (TH)  Dacia Maraini, Marianna: la lunga vita di Marianna Ucrìa, Traduttore Nuntawan, Chanprasert, Library House, 2560 Nuntawan Chanprasert Pæl, Pathumthani 2017